# Sternophysinx
Sternophysinx (лат.) — род ракообразных, единственный в составе семейства Sternophysingidae из отряда бокоплавов (Crangonyctoidea, Gammarida). Пресноводные и пещерные эндемики Южной Африки.

## Описание
Тело латерально сжатое. Глаза отсутствуют. Кальцеоли антенн 1—2 крангониктоидные (тип 9). Антенна 1 длиннее антенны 2; стебельчатый членик 1 длиннее членика 2; членик 2 длиннее членика 3; членик 3 короче членика 1; стебельчатые членики 1—2 неколенчатые; вспомогательный жгутик короткий.

## Классификация
Род включает 8 видов и выделен в монотипическое семейство Sternophysingidae Holsinger, 1992.
- Sternophysinx alba  Griffiths, 1981
- Sternophysinx basilobata  Griffiths, 1991
- Sternophysinx calceola  Holsinger, 1992
- Sternophysinx filaris  Holsinger & Straskraba, 1973
- Sternophysinx hibernica  Griffiths, 1991
- Sternophysinx megacheles  Griffiths & Stewart, 1996
- Sternophysinx robertsoni  (Methuen, 1911)
  - Eucrangonyx robertsi Methuen, 1911
  - Crangonyx robertsi (Methuen, 1911)
- Sternophysinx transvaalensis  Holsinger & Straskraba, 1973